# Jermolajev Jer-2
Jer-2 byl sovětský dvoumotorový bombardovací letoun z období II. světové války, řešený jako celokovový dolnoplošník s dvojitou SOP.
Dne 8. srpna 1941 podnikla skupina sovětských dálkových bombardovacích letadel překvapivý noční útok na Berlín. Většinu z nich tvořily IIjušiny Il-4, část formace tvořily méně známé dvoumotorové bombardéry Jermolajev Jer-2 konstruktéra V. G. Jermolajeva. 

## Vývoj
V jarních měsících roku 1936 došlo k zalétání prototypu dopravního dvanáctimístného stroje Stal-7 se dvěma pístovými vidlicovými motory M-100, který dosahoval rychlosti 450 km/h. I jeho další letové vlastnosti byly na velmi dobré úrovni, což zaujalo Stalina, který přikázal letoun přepracovat na dálkový bombardér. Vzhledem k tomu, že hlavní konstruktér typu Stal-7 Robert Ludvigovič Bartini byl roku 1938 zatčen, pokračoval ve vývoji stroje Vladimir Grigorjevič Jermolajev. Vojenská verze se zcela novým štíhlejším trupem se zasklenou přídí dostala označení DB-240. Její prototyp poháněný zprvu dvanáctiválci M-103 poprvé vzlétl v červnu 1940. Později stroj obdržel motory M-105 o výkonu 772 kW. V důsledku toho, že šlo o stroj prosazovaný samotným Stalinem, začala již v říjnu ve Voroněži jeho sériová výroba. Až do evakuace na podzim roku 1941 se tam vyrobilo 128 kusů těchto bombardérů, přejmenovaných mezitím na Jer-2. V létech 1943/44 se stavěly v novém závodě na Sibiři stále menší série s motory AČ-30B po 1103 kW, ale do bojů jich zasáhlo již velmi málo. Letouny měly zesílený podvozek, zvětšeny svislé ocasní plochy a motory byly posunuty dále od trupu.
Koncem roku 1944 vznikla nová verze s motory AČ-30B pro speciální dálkovou dopravu osob Jermolajev Jer-2 ON (Osobovo Naznačenija). Střední část trupu byla rozšířena pro osmnáct cestujících ve dvou odděleních, příďové zasklení bylo technologicky zjednodušeno.
Poslední Jer-2 v SSSR dolétal v roce 1947. 

## Specifikace

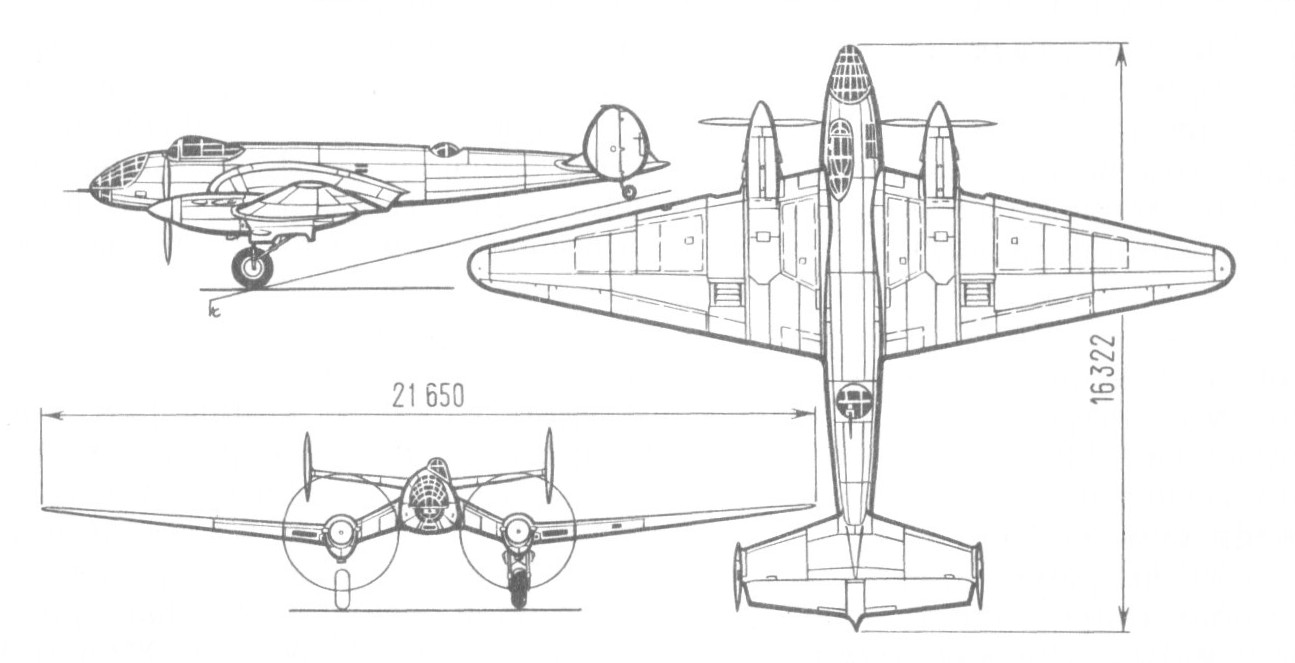
Nákres Jer-2

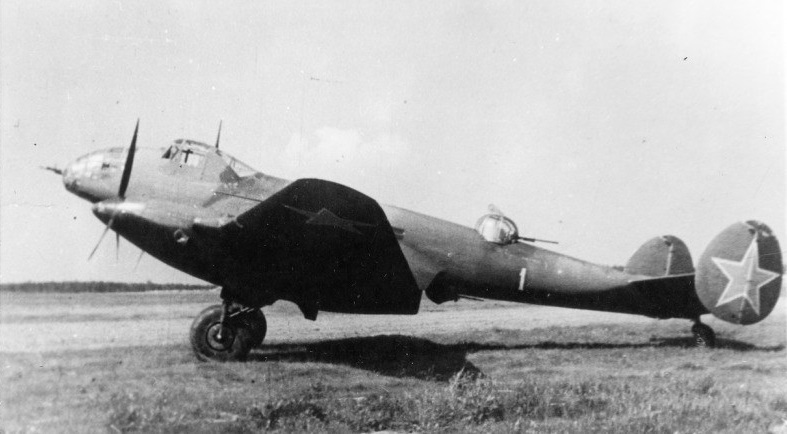
Jer-2

### Technické údaje
- Osádka:
- Rozpětí: 21,8 m
- Délka: 14,82 m
- Nosná plocha: 72,10 m²
- Hmotnost prázdného letounu: 12 340 kg
- Vzletová hmotnost: 14 500 kg
- Pohonná jednotka: 2 × dvanáctiválcový vidlicový motor Klimov M-105 (max. výkon 1100 k)[p 1]

### Výkony
- Maximální rychlost: 500 km/h
- Cestovní rychlost: 330–455 km/h (dle typu)
- Praktický dostup: 7700 m
- Dolet: 4100 km

### Výzbroj
- 2 × kulomet ŠKAS ráže 7,62 mm
- 1 × kulomet ráže 12,7 mm[p 2]
- Nosnost pum: optimální nosnost činila 1000 kg, letoun mohl nést až 5000 kg pum, ale docházelo k podstatnému snížení doletu.